# Sten Kuth
Sten Kuth (* 1969 in New York City) ist ein deutscher Choreograph, Chansonnier, Entertainer und Tanzdozent.

## Leben
Sten Kuth wuchs u. a. in Mettmann auf und begann seine Tanzlaufbahn bereits im Kindesalter. Nach einer Ausbildung zum ADTV-Tanzlehrer studierte er Bühnentanz, Musical, Choreographie und Tanzpädagogik in Essen und New York. Engagements als Tänzer und Musicaldarsteller führten in nach Paris, Oslo, Amsterdam, Sydney, Hamburg, Berlin und Düsseldorf. Als Tänzer arbeitete er außerdem mit Künstlern wie Adeva, CeCe Peniston, Grace Jones und anderen. Heute steht er vorwiegend mit Solo-Programmen in der Sparte Chanson, Kabarett und Musical-Comedy auf der Bühne. Bereits während seiner eigenen Bühnenlaufbahn war er als Choreograph für Events, Tanzshows sowie Film und Fernsehen tätig. Daneben ist er und als Tanzdozent und Pilates-Experte bekannt.
Sten Kuth war künstlerischer Leiter des ChoreoArte Festivals und der ChoreoArteDance Company. Seit 2011 ist Sten Kuth außerdem als Künstlerischer Leiter und Choreograph für die B.Last Project Ballet Theater Company in Berlin tätig.
Von 2011 bis 2012 unterstützte Sten Kuth zudem in Zusammenarbeit mit dem Regisseur Volkmar Neumann und dem Musiker und Komponisten Michael Hansen als Choreograph das KinderMusicalTheater in Berlin e. V. Von 2007 bis 2013 war er im festen Juryteam der Duisburger Tanztage. Diese Tätigkeit führt er derzeit verstärkt europaweit bei Tanzturnieren und Choreographiewettbewerben verschiedener Tanzverbände aus sowie als Jury-Mitglied beim Deutschen Bundeswettbewerb Jugend tanzt.

## Filmografie (als Choreograf)
- 1993: Decadence – Kinofilm – Regie: Steven Berkoff, Cast: Joan Collins, Steven Berkoff
- 2001: Nesthocker – Familie zu verschenken – Fernsehserie – Regie: C. Klünker
- 2002: Der Freund von früher – Fernsehfilm – Regie: Matthias Tiefenbacher
- 2005: Ballero – Kurzfilm – Regie: Wolfgang Becker
- 2023: Staub (AT) – Kurzspielfilm – Regie: Cornelius Kreuzwirth

## Choreografien
- 1999: Son Amar, Mallorca
- 2000: DIVA Awards, Sydney
- 2000: Opening & Closing Ceremony Olympiade Sydney, Assistent Choreographer
- 2002: Gay Games Sydney, Opening Ceremony, Assistent Choreographer
- 2006: Im Märchenschloss, Rosa Funken Köln
- 2007: Für eine Nacht voller Seeligkeit, Rosa Funken Köln
- 2014: Rituale und Opfer Tanztheater, Mülheim an der Ruhr
- 2015: Encounters, Mülheim an der Ruhr
- 2015: Persecuted, Berlin
- 2021: Distanz & Nähe Tanztheater, Hürth[6]

## Regie
- 2007: Triviatas – Eine Art Familientreffen, Comedia Colonia Köln
- 2010: „The Sound of Gay Games“ – Hochschule für Musik und Tanz Köln
- 2011: Kölner Weihnachtsreise - Benefizgala, Köln
- 2019: Alles muss raus - Soloprogramm für Tilly Creutzfeldt-Jacob, Berlin

## Bühnenprogramme
- 1995: HerzAs – Comedyshow, Düsseldorf
- 1995: Talk im Colors – Talkshowreise, Düsseldorf
- 1996: Im Bett mit Sten – Talkshowreihe – AIDS-Hilfe Düsseldorf
- 1999: Lieb mich so wie ich bin – Musical Comedy
- 2004: Songs of the Seasons – Konzertreihe u. a. mit Sean Stephens
- 2004: ChansonAb!End – Chanson Kabarett zusammen mit Martin Freitag – Regie: Sabine Wolf
- 2005: Lästerarien – Solo Chanson Kabarett – Regie: Sabine Wolf
- 2011: Einfach so? Vielleicht! - Solo Chanson Kabarett - Regie: Martin Felger

## Schriften
- Historische Tänze. Da-music, Mettmann 1994, OCLC 174535700
- Einfach So? Lieblingsrezepte! Books on Demand, Norderstedt 2009, ISBN 978-3-8370-7121-4.